# Meadow Grove
Meadow Grove – wieś w Stanach Zjednoczonych, w stanie Nebraska, w hrabstwie Madison.